# Incidente radioterapico della Clinica di Saragozza
L'incidente radioterapico della Clinica di Saragozza si è trattato di un incidente radiologico avvenuto dal 10 al 20 dicembre 1990, presso l'Hospital Clinico Lozano Blesa Zaragoza di Saragozza in Spagna.
L'apparecchio funzionò tra il 10 e il 20 dicembre 1991 senza un controllo, la potenza minima dell'apparecchio era 7 MeV e la massimo 40 MeV, quindi in quei giorni ci sono stati pazienti che ricevettero sei volte la quantità di radiazione minima prescritta. 
L'acceleratore lineare per la radioterapia era stato installato nel 1976 e rimase in uso fino al 1996 funzionante con unità di cobalto-60 per un totale di 9.000 Ci.
Secondo l'Agenzia internazionale per l'energia atomica (AIEA), nell'incidente sono rimasti feriti almeno 27 pazienti e 11 di loro sono morti a causa della sovraesposizione. Tutti erano malati di cancro sottoposti a radioterapia a fasci esterni.

## Eventi
Il 7 dicembre 1990, un tecnico della manutenzione eseguì un lavoro di messa a punto dell'unità di accelerazione degli elettroni di un apparecchio di radioterapia presso l'Hospital Clinico Lozano Blesa'. Il 10 dicembre entrò in servizio dopo la riparazione.
Il 19 dicembre il Consiglio di sicurezza nucleare ha proceduto alla sua revisione annuale, ritardata di sei mesi per motivi burocratici, e ha scoperto un'anomalia di potenza particolarmente elevata nell'unità di accelerazione degli elettroni. Tuttavia, ha ordinato di interrompere il funzionamento dell'apparecchio solo il giorno dopo, poiché per la comunicazione veniva utilizzato il corriere postale. Il 20 dicembre l'apparecchio fu chiuso, finché non fu riavviato l'8 marzo 1991.
I pazienti, in cura per diverse patologie tumorali, hanno subito subito ustioni cutanee nella zona irradiata, nonché infiammazioni degli organi interni e del midollo osseo. Il primo paziente morì il 16 febbraio 1991, cioè due mesi dopo l'irradiazione. Il numero aumentò gradualmente, fino al 25 dicembre 1991, quando morì l'ultimo di un totale di 25 pazienti che non sopravvissero a causa delle radiazioni; Tuttavia, l’Agenzia internazionale per l’energia atomica attribuisce al dispositivo costruito dalla General Electric la responsabilità di undici dei decessi.

## Responsabilità
In un primo momento la responsabilità fu attribuita all'Ospedale stesso e, soprattutto, al responsabile dell'unità di radiologia del centro. Dall'Ospedale, invece, attribuirono la responsabilità ai tecnici della manutenzione.6 L'allora Ministro della Sanità e del Consumo, Julián García Vargas, ha indicato che il produttore del dispositivo, General Electric, era responsabile del malfunzionamento, poiché era la società incaricata dei lavori di manutenzione.
Infine, il 6 aprile 1993, l'Ospedale e il suo personale furono assolti. Nemmeno l’Istituto Superiore di Sanità è stato ritenuto responsabile. Il giudice ha riconosciuto colpevole il tecnico che ha effettuato la riparazione e, in via sussidiaria, la società General Electric, che ha dovuto risarcire ciascuna famiglia colpita con 15 milioni di pesetas (circa 90.000 euro)..